# Chartella
Genre
Chartella est un genre de bryozoaires de l'ordre des Cheilostomatida, de la famille des Flustridae.

## Liste d'espèces
Selon World Register of Marine Species (24 décembre 2020) :
- Chartella elongata Cook, 1968
- Chartella notialis Hayward & Winston, 1994
- Chartella papyracea (Ellis & Solander, 1786)
- Chartella papyrea (Pallas, 1766)
- Chartella tenella (Hincks, 1887)